# Kehrtwende (Film)
Das deutsche Fernsehdrama Kehrtwende aus dem Jahr 2011 beschäftigt sich mit den Auswirkungen häuslicher Gewalt auf den Alltag einer vierköpfigen Familie. Dietmar Bär verkörpert darin den Lehrer Thomas Schäfer, der sowohl gegenüber seiner Frau als auch seinen Kindern gegenüber gewalttätig ist.

## Handlung
Thomas Schäfer ist ehrgeiziger Gymnasiallehrer und stellvertretender Schulleiter. Bei der Arbeit sieht er sich jedoch zunehmendem Druck ausgesetzt, auch die Arbeit mit dem Chor seiner Schule ändert daran wenig. Er ist mit seiner Frau Viola verheiratet, mit ihr hat er eine 17-jährige Tochter, Sofia, und einen 13-jährigen Sohn, Sven. Seine Frau und sein Sohn sind Opfer seiner Wutausbrüche, wobei schon kleinste Auslöser reichen, um Thomas zuschlagen zu lassen. Die Gewalt reicht dabei von Ohrfeigen bis zu massiven Schlägen und Tritten, zunächst aber sucht Viola anderen gegenüber nach Ausreden, um die Folgen zu erklären und die zu Hause erlebte Gewalt zu vertuschen.
Jedes der Familienmitglieder geht auf seine Weise mit der Problematik um: Mutter Viola ist hin- und hergerissen zwischen bedingungsloser Liebe für ihren Mann, dem Bestreben nach einer heilen Familie und den Auswirkungen der Gewalt auf sie selbst und ihre Kinder. Ihre Freundin Gisa, bei der sie Unterschlupf findet, bestärkt sie hingegen, sich mit allen rechtlichen Mitteln gegen die Gewalt ihres Mannes zur Wehr zu setzen. Thomas versucht währenddessen, seine Frau mit teuren Geschenken und seiner EC-Karte von seiner Liebe zu überzeugen. Außerdem entschließt er sich zu einem Anti-Aggressionstraining, das er fortan regelmäßig besucht.
Während sich Tochter Sofia von der Familie abzunabeln versucht und bei ihrem Freund unterkommt, klammert sich Sohn Sven an seine Mutter und hofft, nicht mehr mit dem Vater zusammen wohnen zu müssen. Bei einem Kurzbesuch zu Hause zerstört er das Arbeitszimmer seines Vaters. Als seine Mutter dann aber doch zurückkehrt und er – nach langem Zögern – auch, verbarrikadiert Sven sich in seinem Zimmer und greift seinen Vater mit einem Pfefferspray an. Gleichzeitig stürzt seine Frau unglücklich – ein Unfall, obgleich die Klinik, in die sie daraufhin eingeliefert wird, in diesem Fall fälschlicherweise einen Fall von häuslicher Gewalt annimmt.
Der Schluss des Films bleibt offen: Thomas versucht sich bei seiner Familie für sein Fehlverhalten zu entschuldigen, doch sein Sohn möchte dies nicht annehmen. Er beschimpft seinen Vater als Gewalttäter und ohrfeigt ihn mehrfach. Thomas hält Sven nach einer Weile fest, woraufhin dies von seinem Sohn als erneute Handgreiflichkeit angesehen wird. In der Schlussszene setzt sich Thomas in sein Auto und fährt davon, die Familie steht vor dem Haus und schaut ihm dabei zu.

## Hintergrund
Schauspieler Bär beschrieb die Arbeit am Film in einem Interview. Er sieht Kehrtwende „in der Tradition des sozialkritischen Fernsehspiels“ und äußert die Hoffnung, der Film könne zu Zivilcourage ermutigen.
Der von Colonia Media hergestellte und vom WDR produzierte Film wurde zum ersten Mal am 13. April 2011 im Ersten ausgestrahlt.

## Rezeption
Die deutsche Presse beurteilt den Fernsehfilm recht wohlwollend. „Der Film – das ist dramaturgisches Neuland und ausgesprochen verblüffend – setzt alle Figuren dem Leiden aus und kann eigentlich nirgends einen wirklichen Schuldigen finden“, schreibt etwa Nikolaus von Festenberg in seiner Kritik für Spiegel Online. Das Verdienst des Regisseurs liege darin, den Figuren „ihre Gestaltungsmacht“ zurückzugeben.
„Zahavi serviert seinen Zuschauern keine vorgefertigten Lösungen, kein Happy End – aber er zeigt Wege aus der Gewalt“, resümiert das Hamburger Abendblatt.
Der Film wurde für den Grimme-Preis 2012 und für die Goldene Kamera 2012 als bester Fernsehfilm nominiert; Dietmar Bär erhielt die Goldene Kamera 2012 als bester deutscher Schauspieler. 2012 wurde Kehrtwende mit dem Robert-Geisendörfer-Preis ausgezeichnet.